# ماما میا! (فیلم)
ماما میا! (به انگلیسی: Mamma Mia! The Movie) یک فیلم کمدی موزیکال محصول ۲۰۰۸ است. این فیلم را فیلیدا لوید کارگردانی کرده‌است. فیلم ماما میا! با اقتباس از یک نمایش موزیکال بریتانیایی به همین نام ساخته شده‌است. این نمایش موزیکال بر پایه ترانه‌های گروه موسیقی آبا که یکی از پرطرفدارترین گروه‌های پاپ تاریخ بود در سال ۱۹۹۹ به صحنه رفت. 
قسمت دوم این فیلم با نام ماما میا! دوباره شروع کنیم در سال ۲۰۱۸ اکران شد.
ترانه‌های خوانده شده در فیلم ماما میا!، همگی با صدای اصلی هنرپیشگان ضبط شده‌اند. مریل استریپ برای بازی در این فیلم نامزد دریافت جایزه گلدن گلوب در رشته بهترین هنرپیشه زن فیلم موزیکال یا کمدی شده‌است.

## خلاصه داستان
فیلم ماما میا! روایتگر داستان دختری به‌نام سوفی است که مادرش (دونا) که صاحب هتلی در یک جزیره است، برای چندین سال هویت پدر واقعی‌اش را از او پنهان کرده‌است. اما دختر تصمیم می‌گیرد پیش از ازدواج، پدرش را پیدا کند. بنابراین دختر از چند مرد که در زندگی مادرش نقش داشتند درخواست می‌کند به خانه آن‌ها بیایند و ...